# Predios e Instalaciones que Manejan Vida Silvestre
Los Predios e Instalaciones que Manejan Vida Silvestre o por sus siglas PIMVS son aquellos que, de manera confinada, manejan vida silvestre para su reproducción, repoblación, exhibición, educación, capacitación, investigación, aprovechamiento y/o reinserción a su hábitat natural.

## Características
Los PIMVS son terrenos públicos o privados que cuentan con autorización y están designados específicamente para la protección y reproducción de especies de flora y fauna silvestres. Estas áreas tienen como objetivo principal conservar la biodiversidad, promover la investigación científica y el manejo sustentable de los recursos naturales.
Los PIMVS fueron creados con la finalidad de regular y promover el manejo de vida silvestre en cautiverio. La creación de los PIMVS se basó en la necesidad de contar con una norma que garantizara el bienestar de los animales silvestres en cautiverio, así como la conservación de estas especies.
Así mismo el Reglamento de la LGVS, Art. 2 considera a los criaderos intensivos "viveros, jardines botánicos o similares que manejen vida silvestre de manera confinada con propósitos de reproducción controlada de especies o poblaciones para su aprovechamiento con fines comerciales" .
A lo largo de los años, se han establecido numerosos PIMVS en todo México, abarcando diversos ecosistemas y albergando una amplia variedad de especies. 
Estos predios e instalaciones son administrados por diferentes instituciones, como la Comisión Nacional de Áreas Naturales Protegidas (CONANP) y la Secretaría de Medio Ambiente y Recursos Naturales (SEMARNAT).